# E.T. l'extra-terrestre (colonna sonora)
E.T. l'extra-terrestre (E.T. the Extra-Terrestrial, dall'originale inglese) è il titolo della colonna sonora dell'omonimo film di Steven Spielberg del 1982. Autore delle musiche è il famoso compositore statunitense John Williams.

## Tracce
1. Main Titles - 1:06
2. Far from home - E.T. alone - 6:46
3. Bait for E.T. -  1:44
4. Meeting E.T. - 2:05
5. E.T.'s new home - 1:38
6. The beginning of a new friendship - 3:02
7. Toys - 2:43
8. "I'm keeping him" - 2:18
9. E.T.'s powers - 2:42
10. E.T. and Elliot get drunk - 2:54
11. Frogs - 2:10
12. At home - 5:37
13. The magic of Halloween - 2:52
14. Sending the signals - 3:56
15. Searching for E.T. - 4:16
16. Invading Elliot's house - 2:21
17. E.T. is dying - 2:19
18. Losing E.T. - 2:02
19. E.T. is alive! - 4:06
20. Escape - Chasing - Saying goodbye - 15:01
21. End credits - 3:49

## Premi e nomination
L'album ha vinto:
- 1 Premio Oscar nel 1983 per la migliore colonna sonora;
- 1 Premio BAFTA nel 1983 per la migliore colonna sonora;
- 1 Golden Globe nel 1983 per la miglior colonna sonora originale;
- 3 Grammy Award nel 1983 per la miglior colonna sonora, la miglior composizione musicale e il miglior arrangiamento musicale, più una candidatura per la miglior interpretazione strumentale pop;
- 1 Grammy Award nel 1984 per la miglior registrazione per bambini;
- 1 Saturn Award nel 1983 per la miglior colonna sonora;
- 1 candidatura al Los Angeles Film Critics Association Award nel 1982 per la miglior colonna sonora.